# Залив тишины
«Залив тишины» (англ. Bay of Silence) — англо-нидерландский триллер, 2020 года. Режиссёр Паула ван дер Ост, по сценарию Кэролайн Гудолл, основанному на одноимённом романе Лизы Сент-Обен де Теран 1986 года. В фильме снимались Клаас Банг, Ольга Куриленко, Элис Криге и Брайан Кокс.

## Сюжет
Уилл верит, что его жена Розалинда невиновна в предполагаемом убийстве их сына, но только для того, чтобы обнаружить разрушительную правду о её прошлом, связывающую её с другим нераскрытым преступлением.

## В ролях
- Клас Банг — Уилл Уолш
- Ольга Куриленко — Розалинда Паллисер
- Элис Криге — Вивиан Паллисер
- Ассаад Буаб — Пьер Лоран
- Брайан Кокс —  Милтон Хантер
- Кэролайн Гудолл — Марсия
- Дункан Дафф — куратор

## Производство
В апреле 2018 года было объявлено, что к актёрскому составу фильма присоединились Клаас Банг, Ольга Куриленко и Брайан Кокс, а Паула ван дер Ост выступит режиссёром по сценарию Кэролайн Гудолл основанному на одноимённом романе Лизы Сент-Обен де Теран.
Съёмки началась в июле 2018 года.

## Выпуск
В феврале 2020 года компания Vertical Entertainment приобрела права на распространение фильма в США и Signature Entertainment в Великобритании, Австралии и Новой Зеландии. Фильм был выпущен 14 августа 2020 года в онлайн-кинотеатрах и VOD в США и Канаде, а также был показан в некоторых американских кинотеатрах. Также он выпущен на DVD и в цифровом формате для скачивания в Соединенном Королевстве 28 сентября 2020 года. В России фильм вышел 20 августа 2020 года.

## Прием критиков
«Залив тишины» получил в основном негативные отзывы критиков. По состоянию на август 2020 года, 27 % из одиннадцати обзоров, составленных на Rotten Tomatoes, являются положительными, со средней оценкой 4,58 / 10.